# Водоканал города Одессы
Водоканал — предприятие, обеспечивающее водоснабжение и водоотведение города Одессы и прилегающих населенных пунктов Одесской области (Украина).
Водоканал очищает воду реки Днестр и подает её в город, собирает и очищает сточные воды, используя инфраструктуру, включающую станцию очистки воды, насосные станции, сеть подачи и распределения питьевой воды, канализационные коллекторы и насосные станции, станции биологической очистки.

## История
Историю одесского водопровода можно начать с 1873 года, когда впервые в Одессу была подведена вода из реки Днестр. Водопровод способствовал развитию города и с 1897 года по 1901 происходило расширение сети водоснабжения и увеличение подачи воды с первоначальных 20 до 48 тысяч кубометров в сутки.
К 1914 году среднесуточная подача воды была доведена до 53 тысяч кубометров в сутки, протяженность сети и водоводов составила 467 км.
В 1929 году на станции очистки воды «Днестр» начали применять метод кратковременного хлорирования воды. В 1935 г. для контроля качества питьевой воды на станции создана санитарно-бактериологическая лаборатория.
К концу тридцатых — началу сороковых годов мощность станции «Днестр» была увеличена. В это время на станции «Днестр» работали три насосные станции. Пропускная способность трех магистральных водоводов длиной 40,5 км каждый, составила 143 тыс. кубометров в сутки.
В 1941 году, к началу Великой Отечественной войны, общая протяженность Одесского водопровода составила 124,3 км, а протяженность уличной водопроводной сети — 445,8 км.
Во время Великой Отечественной войны с 1941 по 1944 год Одесса оккупирована немецко-фашистскими войсками и их союзниками. Во время оккупации и в ходе ожесточенных боев по обороне и освобождению Одессы городу и всему городскому хозяйству был причинен колоссальный материальный ущерб. Огромного напряжения сил потребовало возрождение города и водопровода. В 1945 году утечки и потери воды в городе достигали 40 процентов от подачи станции «Днестр». Начиная с 1945 г. город с каждым годом получал все больше и больше воды. К 1951 г. были закончены восстановительные работы, и объём воды, потребляемый Одессой, достиг довоенного уровня.
Интенсивное развитие промышленности Одессы в послевоенный период, увеличение грузооборота порта, рост населения и его благосостояния, интенсивное жилищное и курортное строительство требовало расширения Одесского водопровода. Проектом, разработанным в 1951 году, была определена потребность города в воде к 1965 году в объёме 404 тыс. м3/сут. За пятнадцать лет объём потребляемой Одессой воды должен был увеличиться в три с лишним раза. Проект предусматривал значительное расширение городских водопроводных сетей и насосных станций.
За период с 1951 по 1962 год были построены водовод № 4 диаметром 1200 мм, три блока фильтрующих установок. Подача воды возросла до 330—370 тыс. м3/сут.
В 1973—1975 годах принимается принципиально новая двухступенчатая технология очистки воды с применением реагентов, под которую построен блок фильтров с горизонтальными отстойниками. Подача воды составляла 610 тыс. м3/сут. Территория, обслуживаемая водопроводом, протянулась с севера на юг на более чем 100 км, а с востока на запад — более чем на 45 км.
К 1980 году суточная подача воды уже достигла 657 тыс. м3/сут.
После распада СССР предприятие было преобразовано в закрытое акционерного общество, затем в коммунальное предприятие «Одесводоканал», однако инфраструктура все больше приходила в упадок, поэтому в декабре 2003 г. решением Одесского городского совета № 2038-XXIV целостный имущественный комплекс КП «Одесводоканал» был передан в аренду на 49 лет Обществу с ограниченной ответственностью «Инфокс». Для осуществления водоснабжения и водоотведения был создан филиал ООО «Инфокс» — «Инфоксводоканал».
Сегодня предприятие круглосуточно снабжает водой Одессу и населенные пункты, расположенные в радиусе 50 км от областного центра (Черноморск, Беляевка, Белгород-Днестровский, Южный). Решением Одесского городского совета 5 апреля 2007 года № 1167-V утвержден «План развития и реформирования систем водоснабжения и водоотведения г. Одессы на 2006—2020 г.», который успешно выполняется Инфоксводоканалом.
Подробнее о истории Одесского водопровода можно узнать тут.

## Техническая справка

### Водоснабжение
Источник водоснабжения — река Днестр. Подготовка речной воды до качества питьевой производится на водоочистной станции. Водоочистные сооружения имеют 69 фильтрующих установок. Фильтрация происходит путём прохода речной воды через слои песка с промежуточным отстаиванием взвесей в отстойниках с добавлением реагентов — коагулянтов. Полученная чистая вода обеззараживается введением жидкого хлора. Концентрация хлора выдерживается на заданном уровне с помощью системы автоматического дозирования. Очищенная и обеззараженная вода подается в город.
Городская сеть водоснабжения разделена на три района — Северный, Центральный и Южный. Поступающая в город вода распределяется по районам. В ночное время происходит набор воды в резервуары. Для восполнения снижения концентрации хлора при перекачке в город производится дополнительное хлорирование. Для этого, с декабря 2011 г., применяется новая технология обеззараживания воды с применением безопасного реагента — гипохлорита натрия. Распределение воды в городе осуществляется по водопроводной сети, выполненной, в основном, по кольцевой схеме. Общая протяженность городской водопроводной сети свыше 1600 км. До 60 % труб сети выполнено из чугуна, до 30 % — из стали, до 10 % — из железобетона. Начато повсеместное замещение металлических труб на пластиковые (полиэтиленовые, стеклопластиковые).

### Водоотведение
Длина канализационной сети г. Одессы составляет 683,52 км. Канализационные выпуски домов выходят в безнапорные коллекторы, проложенные, как правило под проезжей частью улиц. По ним стоки попадают на канализационные насосные станции (КНС). Более ста насосов, расположенные на 26 КНС перекачивают до 465 тысяч м³ стоков в сутки на две станции биологической очистки (СБО) — «Северную» и «Южную».
СБО «Северная» принимает сточные воды из центральной части города, а также районов Пересыпи, Молдаванки, Слободки, поселка Котовского и, частично, Малиновского района. Поступающие на СБО сточные воды очищаются путём прокачивания через решетки, пескоулавливатели, первичные отстойники, аэротенки, вторичные отстойники и, затем, сбрасываются в Хаджибейский лиман или в Чёрное море. В результате очистки стоков образовывается ил, который уплотняется и складируется на площадке хранения, расположенной на территории СБО.
На СБО «Южная» поступают хозяйственно-бытовые сточные воды южной части города (Киевский район, ж/м Таирова, Черноморка и левый берег Сухого Лимана). Поступающие воды очищаются, проходя очистные сооружения и сбрасываются в Чёрное море через глубоководный выпуск длиной 2 км. Образовавшийся ил обезвоживается на центрифугах и складируется на площадке хранения на территории СБО.